# Hadingus
Hadingus, también Hading según Saxo Grammaticus en su Gesta Danorum fue uno de los primeros reyes legendarios de la protohistoria de Dinamarca durante los primeros siglos de la Era cristiana. Hadingus era hijo del rey Gram y Signe, hija del rey finés Sumble. Gram secuestra a Signe durante su boda con el rey de los sajones (a quien mata), y se la lleva a Dinamarca; de esa relación nace Hadingus. Gram muere en batalla contra el rey noruego Svipdag, quien se lo lleva a Suecia donde es apadrinado por el gigante Wagnofthus y su hija Harthgrepa. Hadingus quiere ser un guerrero, pero Harthgrepa lo disuade. En su viaje a Dinamarca, le acompaña también Harthgrepa pero muere por entes sobrenaturales. Es en este punto que Hadingus es apadrinado por el mismo Odín que profetiza sobre su futuro y le aconseja.
Hadingus se convierte en un gran guerrero y lucha en los países del Báltico, consiguiendo victorias y renombre. Cuando regresa a Escandinavia, derrota a Suibdagerus, el verdugo de su padre y se convierte en rey de Dinamarca. Lucha contra suecos y noruegos; ofende a los dioses matando a un animal sagrado pero se redime ofreciendo un blót a Freyr; rescata a la princesa Regnilda de los gigantes y la desposa; visita el inframundo; participa en muchas guerras y finalmente muere ahorcándose frente a sus súbditos.
Existe un paralelismo entre la figura histórica del vikingo Hastein y el Hadingus de Saxo que muestra múltiples influencias de la mitología nórdica. Mientras ciertos hechos se han imputado al reinado de Frodi según Snorri Sturluson en su Heimskringla, Saxo cita los mismos acontecimientos durante el reinado de Hading.

## Cultura popular
La historia de Hadding es el argumento para la novela War of the Gods de Poul Anderson.